# Enron, los tipos que estafaron a América
Enron, los chicos más brillantes del salón (en inglés Enron: The Smartest Guys in the Room) es un documental estadounidense que trata el crecimiento, fraude y posterior caída de la empresa estadounidense Enron Corp.

## Argumento
Documental que retrata uno de los mayores escándalos financieros de la historia de los Estados Unidos. Basado en el best-seller "The Smartest Guys in the Room" (en español "Los tipos más listos del lugar") de los periodistas de la revista Fortune, Bethany McLean y Peter Elkind, el guionista y director Alex Gibney cuenta cómo los altos ejecutivos de la empresa Enron, la séptima más importante de los Estados Unidos, se hicieron con más de mil millones de dólares mientras sus empleados y accionistas lo perdían todo. 
Declaraciones personales, cintas de video y audio sirven para mostrar los excesos cometidos por la cúpula directiva y el vacío moral de la empresa. Ken Lay y Jeffrey Skilling, los más altos ejecutivos de la empresa, pensaron que eran tan listos que podrían burlarse de todas las reglas. Hay que tener en cuenta que los inversores de Enron se hicieron ricos con los beneficios que sacaron de la crisis energética de California, así que la película muestra cómo la codicia de los inversores y sus superiores desencadenó un trágico efecto dominó.

## Comentario
Su caída se llevó por delante miles de empleos y los ahorros de miles de personas de fondos de previsión social, además de ser uno de los mayores escándalos de corrupción de la historia financiera estadounidense, con repercusiones políticas, salpicando incluso a la Casa Blanca. A través de entrevistas a trabajadores de la empresa, narran cómo lograron en tan poco tiempo convertirla en un imperio financiero. 
El director de Enron, Kenneth Lay, "el emperador desnudo" en el filme, no duda en afirmar que "también Enron sufre un ataque" haciendo una similitud con los atentados del 11 de septiembre de 2001. Se ha iniciado el juicio contra los principales directivos de Enron, a quienes se acusa de fraude financiero y de obtener beneficios personales de más de 1.000 millones de dólares antes de la quiebra de la empresa.

## Premios
- Independent Spirit Award al mejor documental del año 2005[1]